# Litoblatta argentina
Litoblatta argentina — вид тарганів родини Ectobiidae.

## Поширення
Поширений на південному сході Бразилії у штатах Ріо-Гранде-ду-Сул, Сан-Паулу та Ріо-де-Жанейро.